# 建阳站
建阳站是一个属于峰福铁路的铁路车站，位于中华人民共和国福建省南平市建阳区潭城街道站前路与嘉禾北路交叉路口以北。
本站于1998年12月10日随峰福铁路正式启用，目前办理旅客乘降、行李包裹托运和整车货物发到。

## 旅客列车目的地
目前在本站办理客运业务的列车仅有一对，为往返福州与洛阳的K30/31、K32/29次列车。

## 相关图像

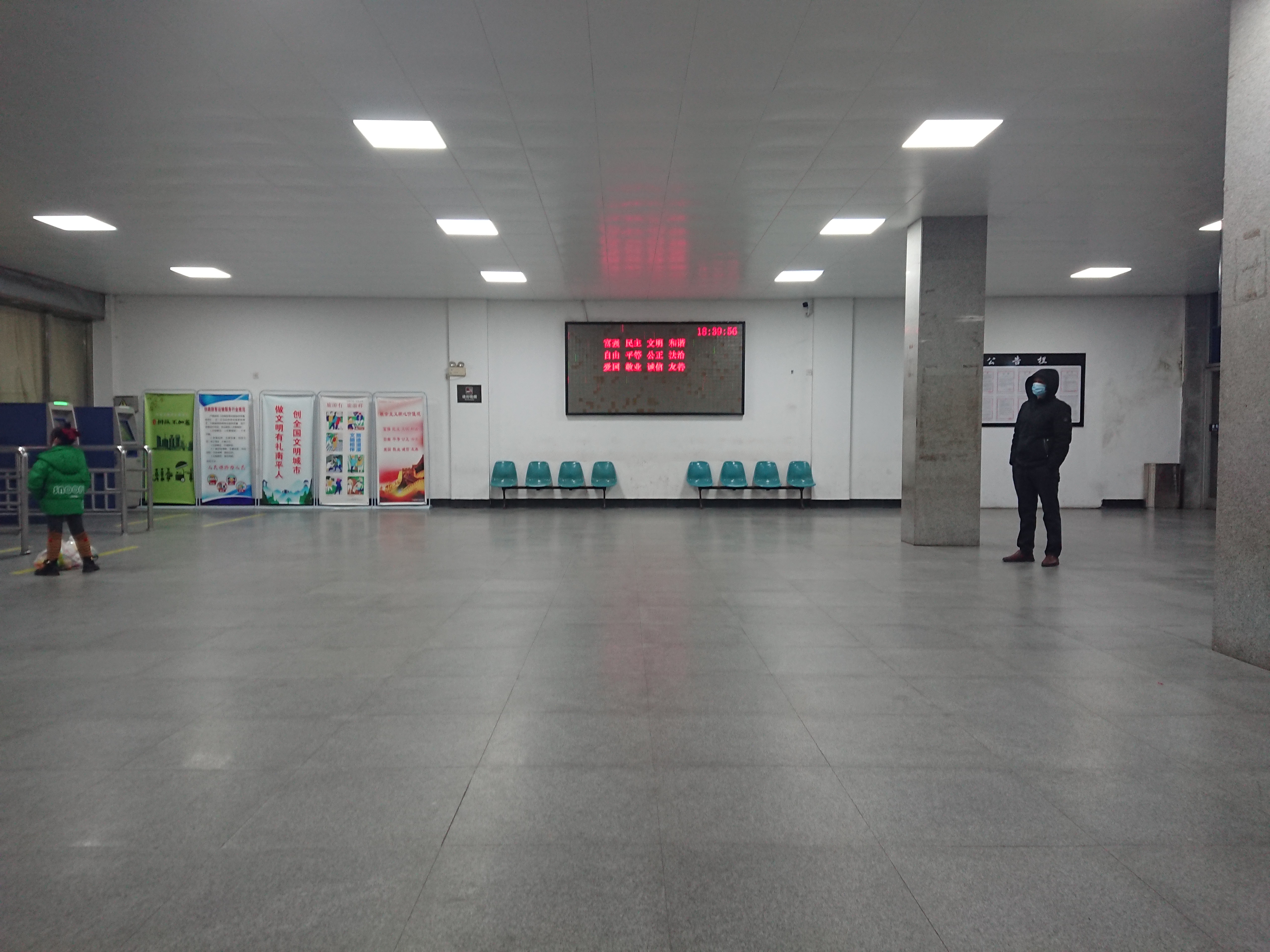
售票厅
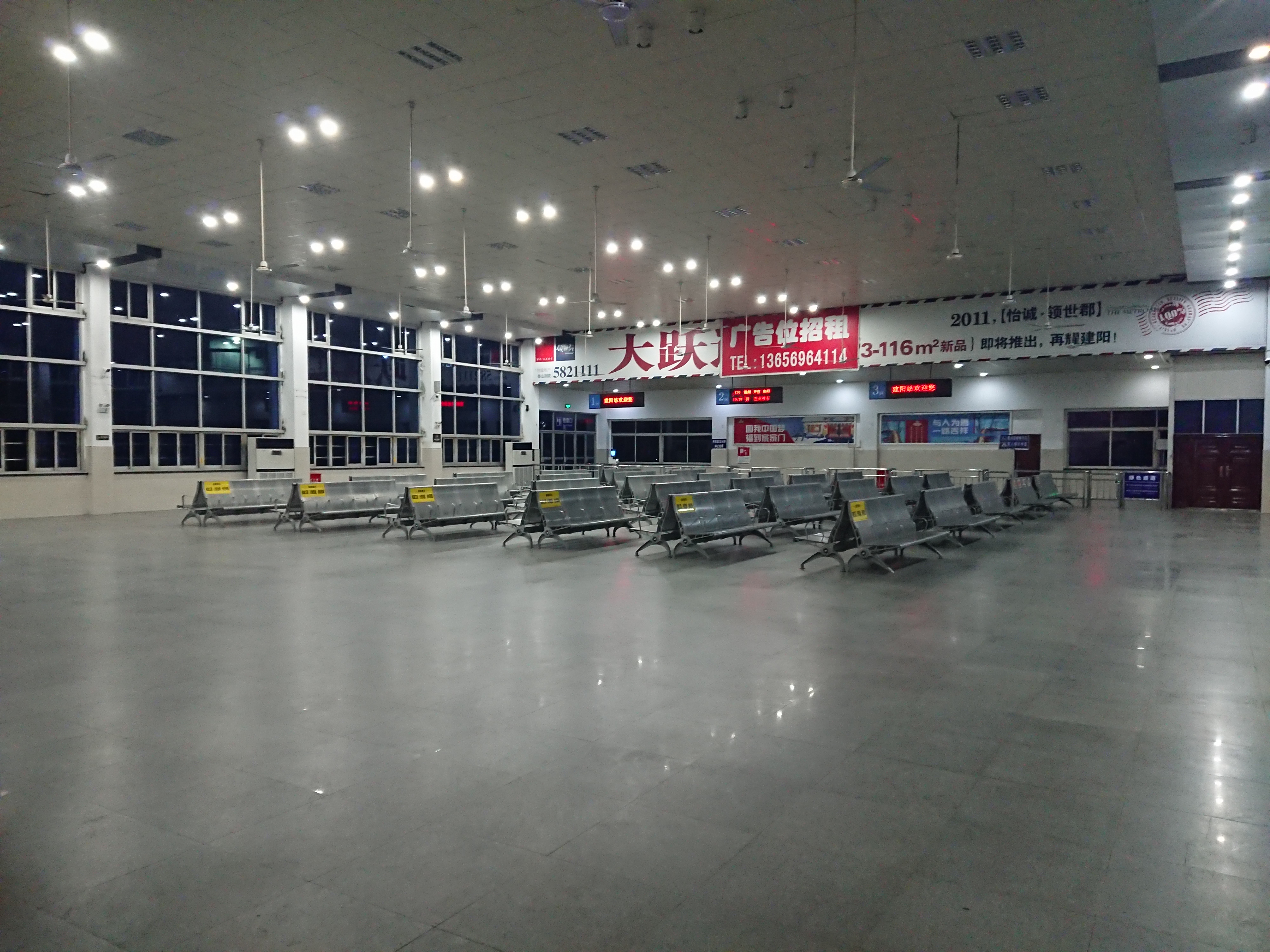
候车室
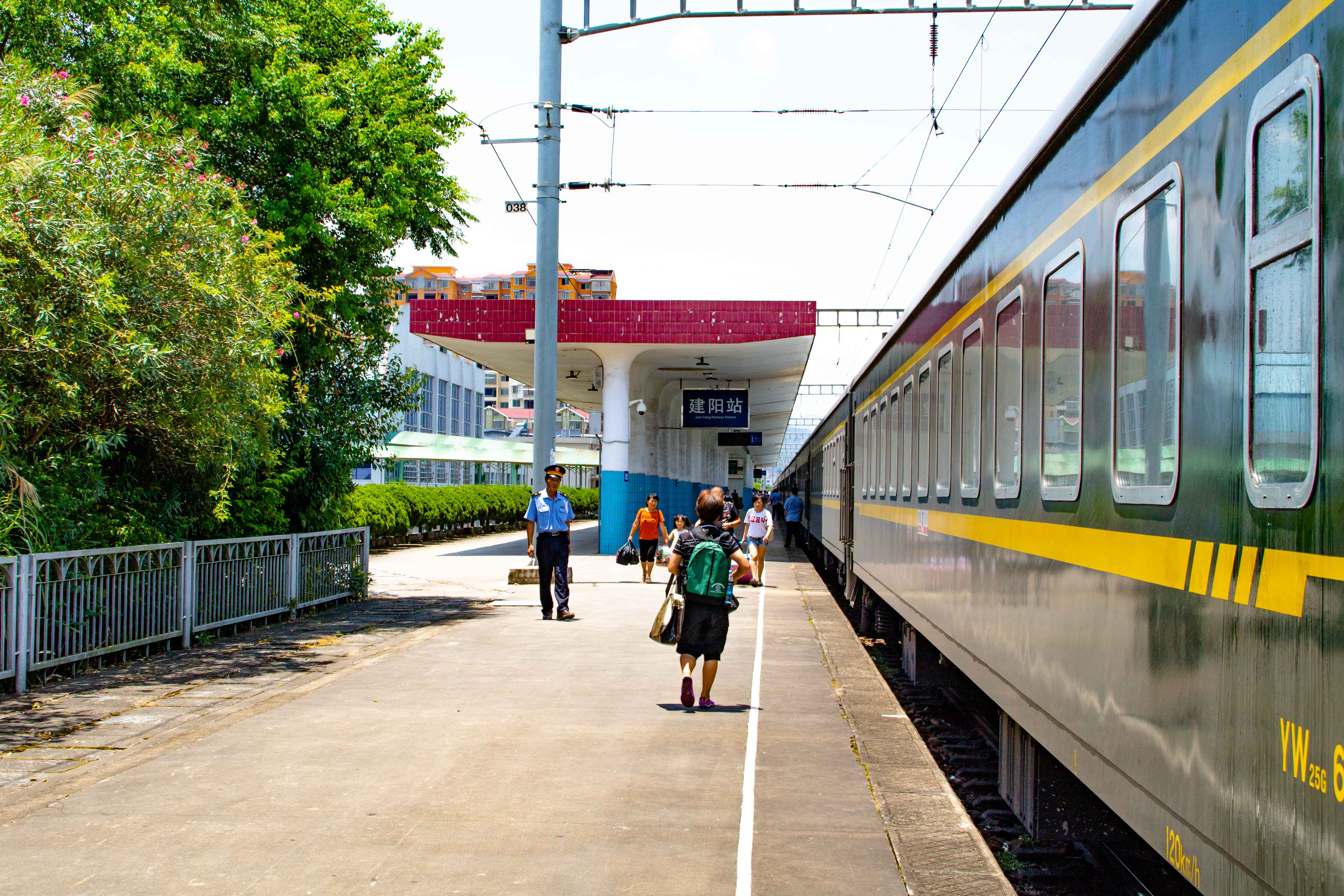
1站台
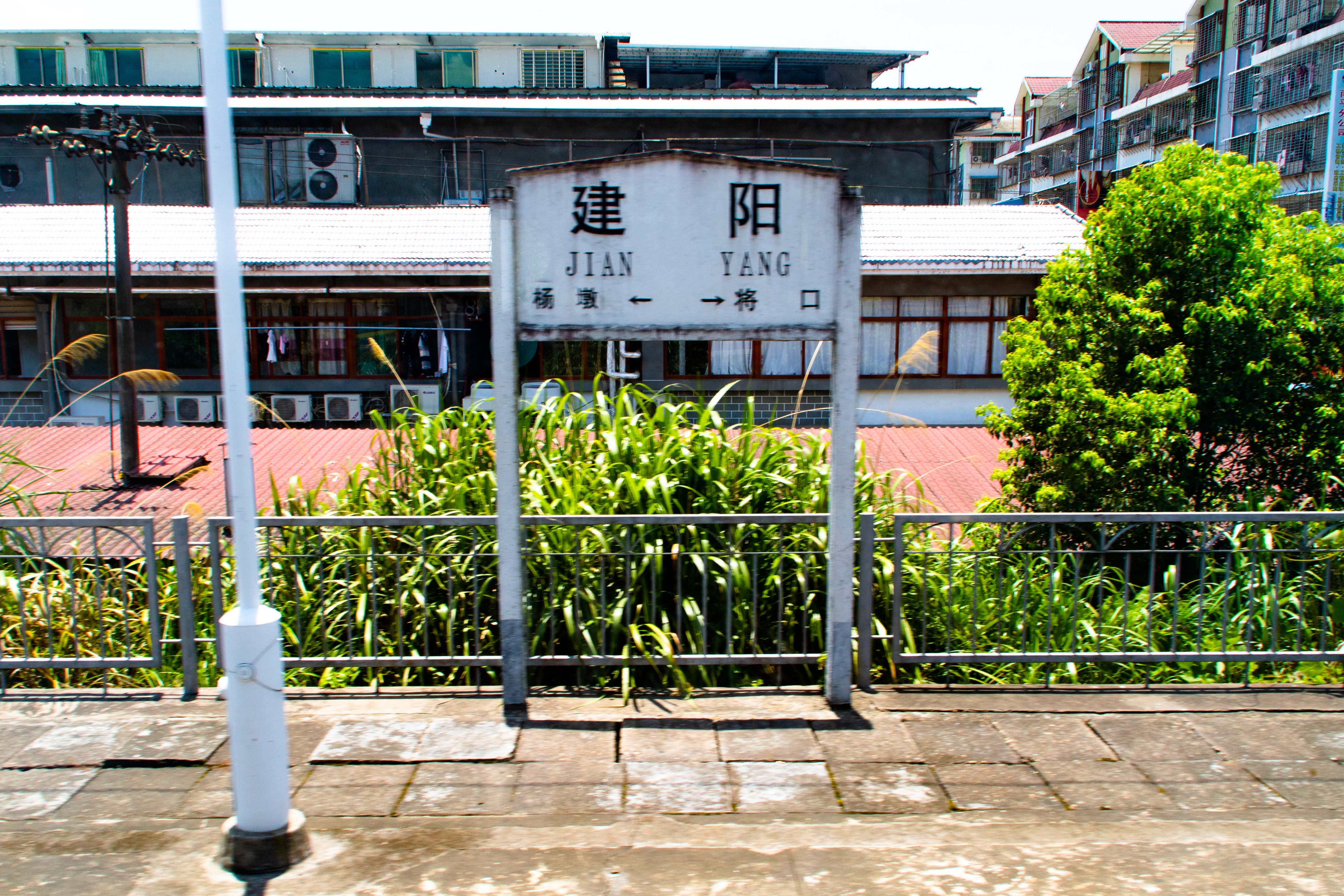
站牌
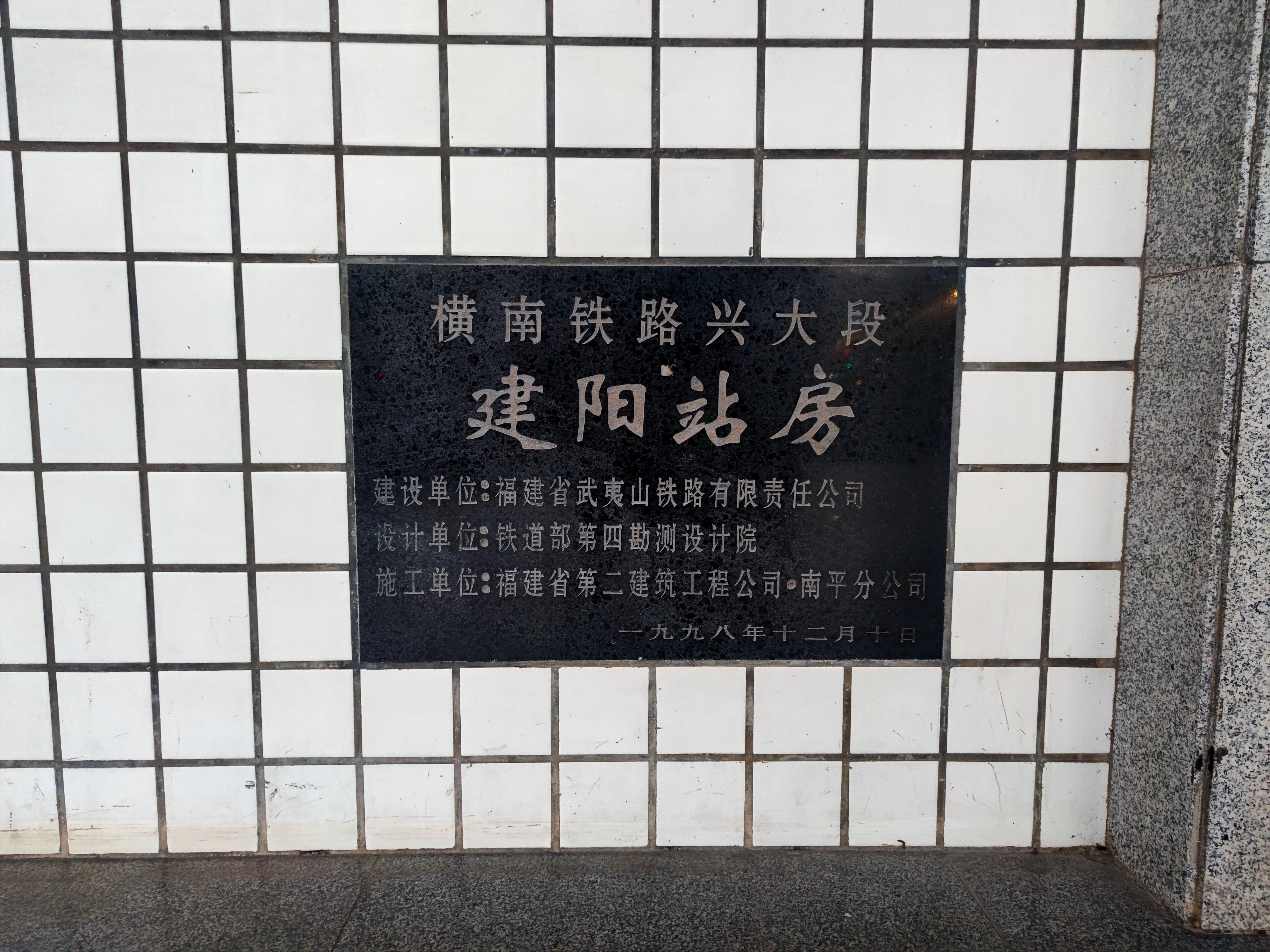
站房铭牌
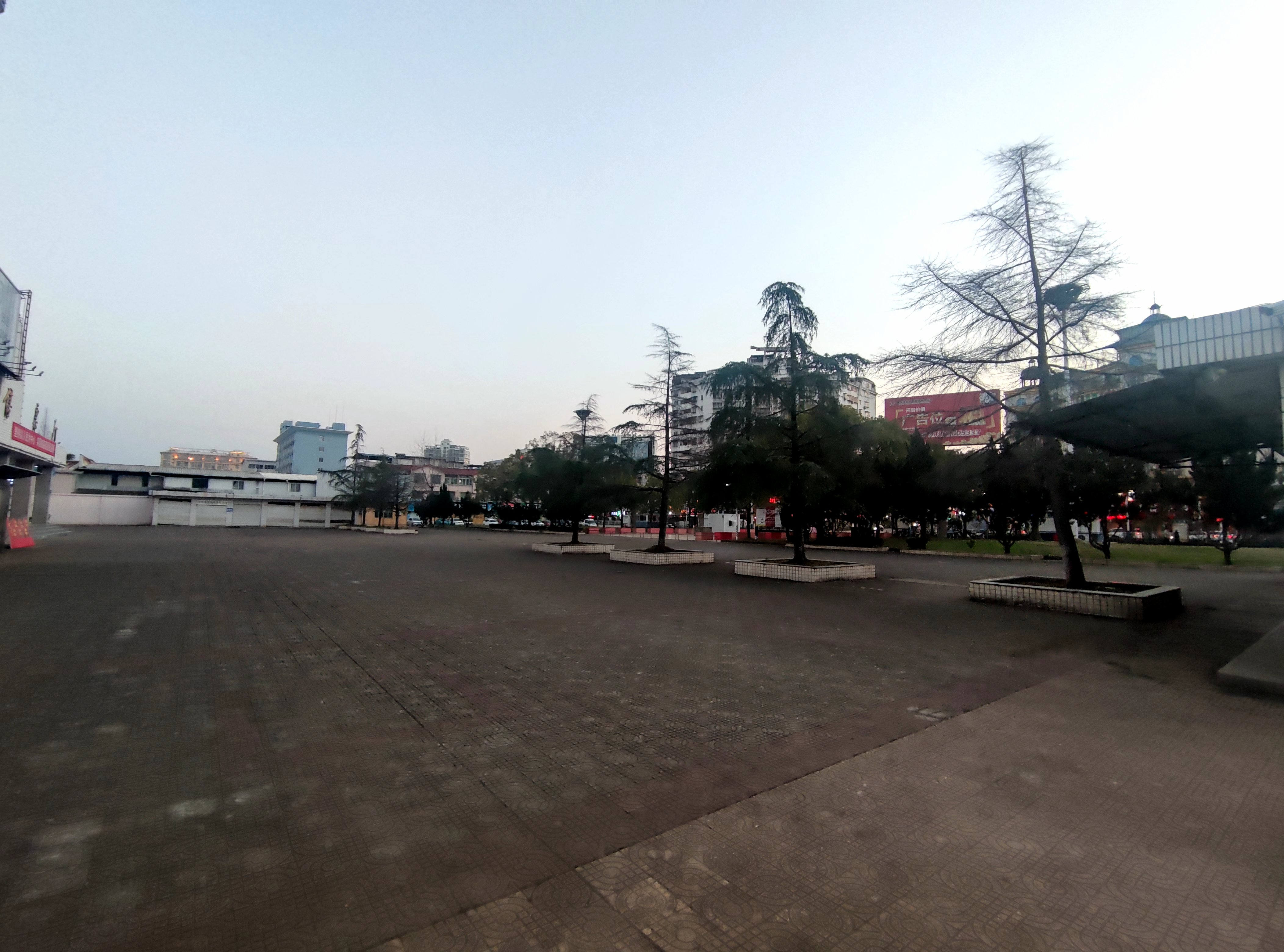
站前广场